# Johann Christoph Döll
Johann Christoph Döll (Doell) (o Johannes Christoph Christian Döll ( 21 de julio de 1808, Mannheim - † 10 de marzo de 1885, Karlsruhe ) fue un botánico, y pteridólogo alemán.

## Biografía
Döll estudia en el "Lyzeum de Mannheim", y luego pasa a la Universidad de Heidelberg para calificar en Ciencias Naturales, Teología y Filosofía. Se interesa muy pronto por la Botánica aplicada al tiempo que va a los cursos de Karl F. Schimper.
En 1831 se ordena clérigo, y además es tutor privado. En 1832 consigue horas de cátedra en el "Colegio secundario para Niñas Mannheim" enseñando lenguas y Filosofía.
En 1840 ya es docente del "Colegio terciario de Mannheim", donde enseña Botánica y Zoología. De 1843 a 1872 es bibliotecario de la "Biblioteca Real de la Corte en Karlsruhe".
En 1843 aparece " Flora Renana" mostrando la flora silvestre como la en cultivo, en la región del lago de Constanza. De 1857 a 1862 van apareciendo los tres volúmenes de " Flora de Großherzogthums Baden " que contiene fanerógamas y criptógamas.
Para la obra Flora Brasiliensis, de Carl F.P. von Martius, Döll trata la mayor parte del capítulo Gramíneas.

## Obra
- Rheinische Flora, Frankfurt, 1843

## Honores

### Epónimos
Género
- (Asteraceae) Doellia Sch.Bip.[1]

Especies
- (Caesalpiniaceae) Hoffmannseggia doellii Phil.[2]
- (Orchidaceae) Orchis doellii W.Zimm.[3]
- (Orchidaceae) Angraecum dollii Senghas[4]
- (Orchidaceae) Paphiopedilum dollii Lückel[5]
- (Piperaceae) Peperomia doellii Phil.[6]
- (Poaceae) Digitaria doellii Mez[7]
- (Poaceae) Gymnopogon doellii Boechat & Valls[8]
- (Poaceae) Paspalum doellii Chase ex Filg.[9]

- La abreviatura «Döll o Doell» se emplea para indicar a Johann Christoph Döll como autoridad en la descripción y clasificación científica de los vegetales.[10]